# William Oughtred

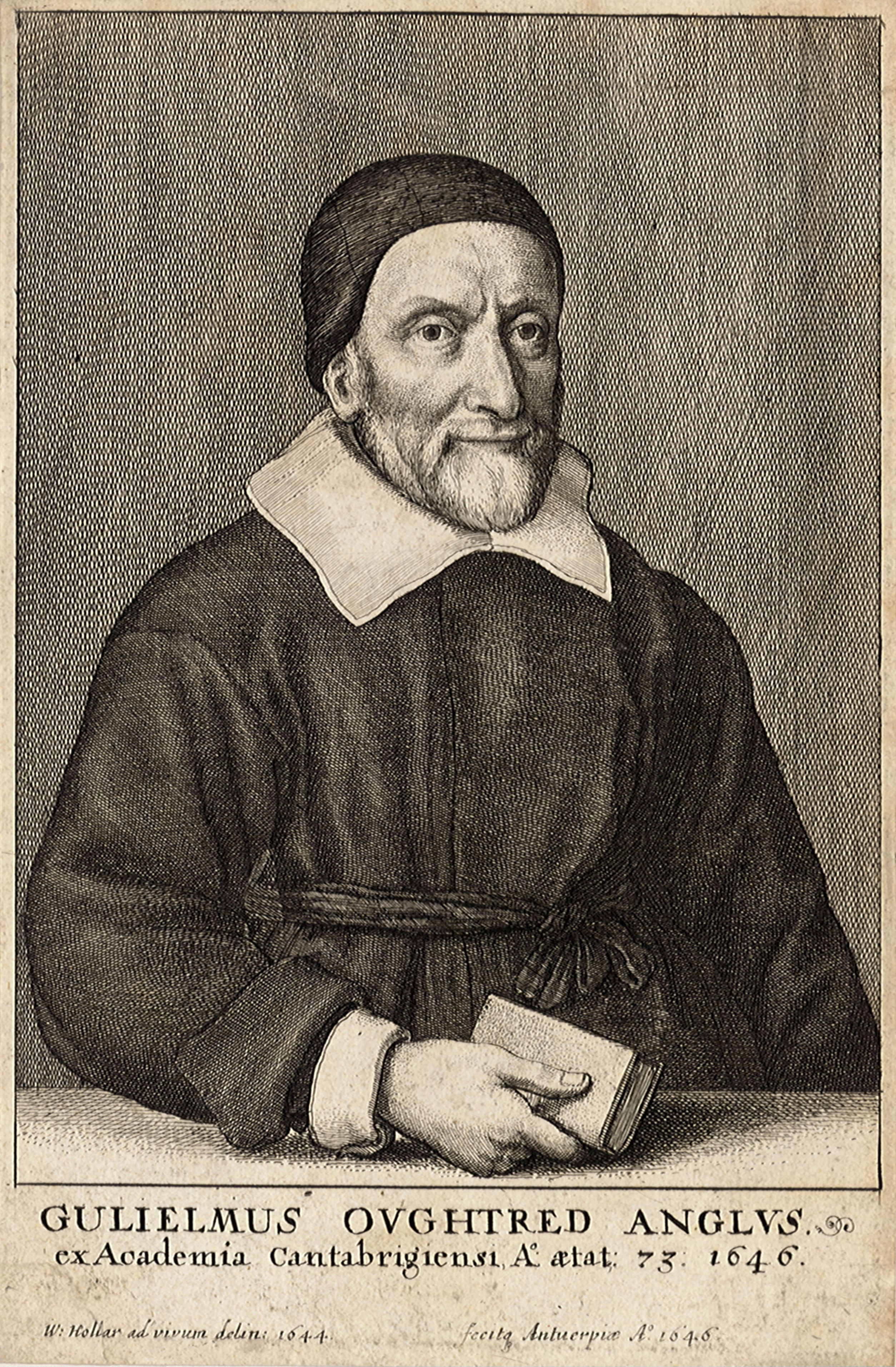
William Oughtred

William Oughtred (ur. 5 marca 1574 w Eton w Anglii, zm. 30 czerwca 1660 w Albury w Anglii) – angielski matematyk, wynalazca najwcześniejszej postaci suwaka – dwu identycznych liniowych lub kolistych skal logarytmicznych ustawianych względem siebie ręcznie celem wykonywania mnożenia i dzielenia.
Główne dzieła: Clavis Mathematicae (1631; "Klucz do matematyki"), gdzie m.in. zawarł opis arabskiej notacji liczb i ułamków dziesiętnych i fragmenty algebraiczne. Wprowadził na oznaczenie proporcjonalności symbol "::" i symbol "×" dla mnożenia. Jego prace nad suwakiem miały za bezpośrednią podstawę teoretyczną odkrycie logarytmów przez Johna Napiera. Suwak kołowy wynalazł około roku 1632, liniowy ok. 1633. jego Trigonometria (1657) jest wykładem trygonometrii płaskiej i sferycznej. Prace Oughtreda były niesłychanie zwięzłe – np. Clavis Mathematicae liczy sobie tylko 88 stron.